# جووانی بالیونه
جووانی بالیونه (ایتالیایی: Giovanni Baglione؛ ۱۵۶۶ – ۳۰ دسامبر ۱۶۴۳) نقاش و مورخ هنر اهل ایتالیا در بود که در جرگهٔ هنرمندان منریست متأخر و باروک متقدم جای می‌گیرد. او بیشتر به خاطر جدالهای تند و زننده‌اش با کاراواجو و نیز به خاطر زندگی‌نامه‌هایش از هنرمندان رمی هم‌عصرش شناخته می‌شود.

## نگارخانه

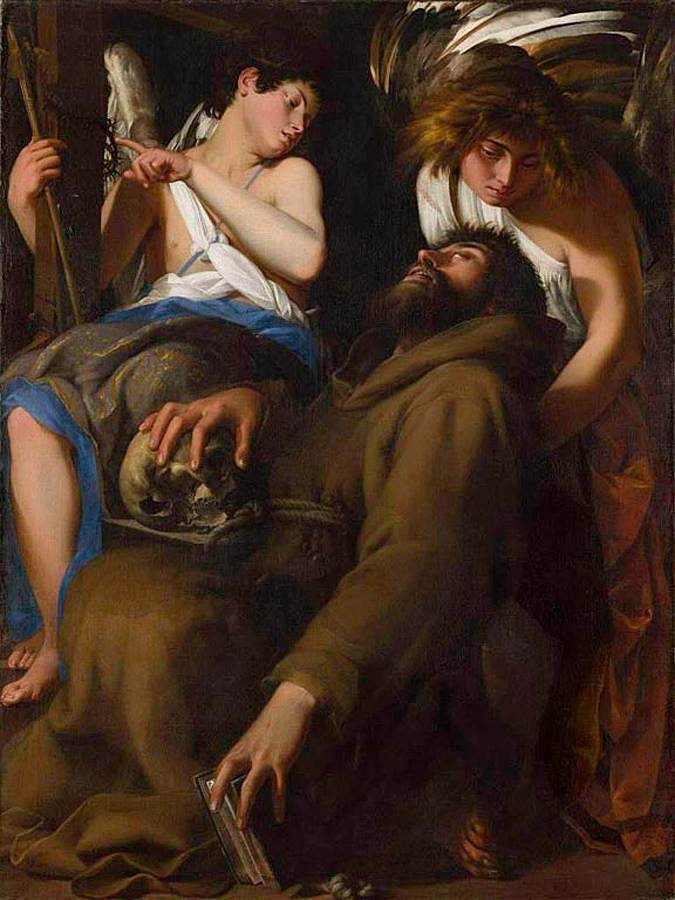
The Ecstasy of St Francis, 1601, مؤسسه هنر شیکاگو
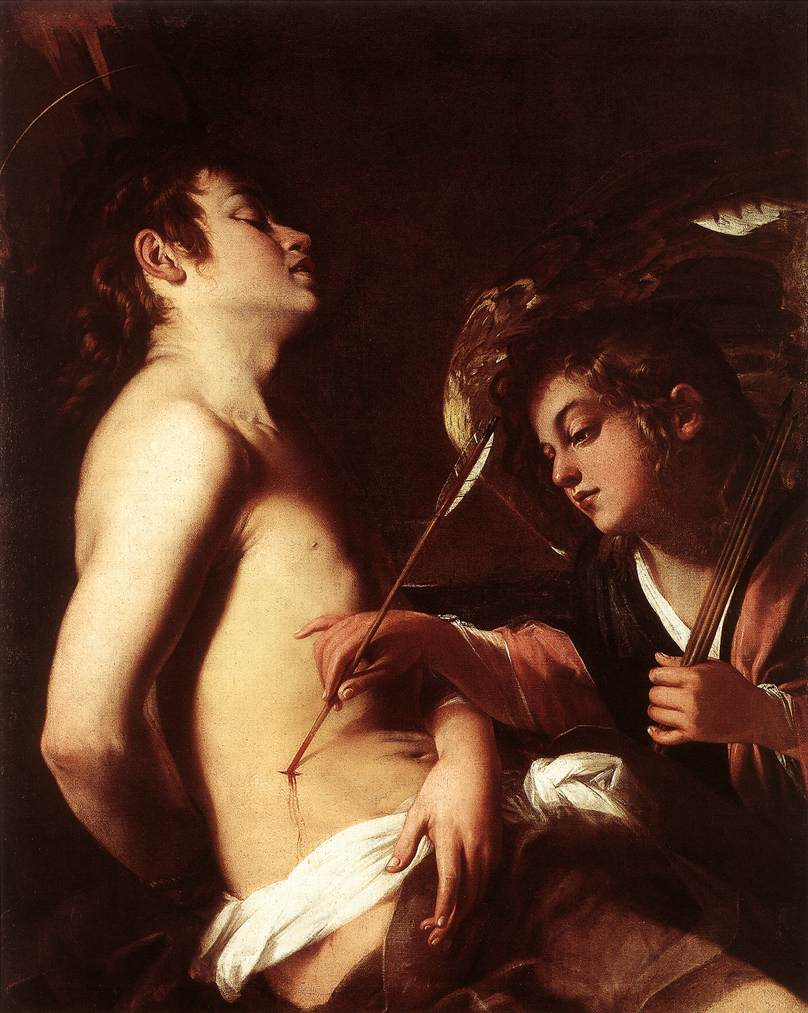
سباستین (قدیس) curato da un angelo, circa 1603, private collection
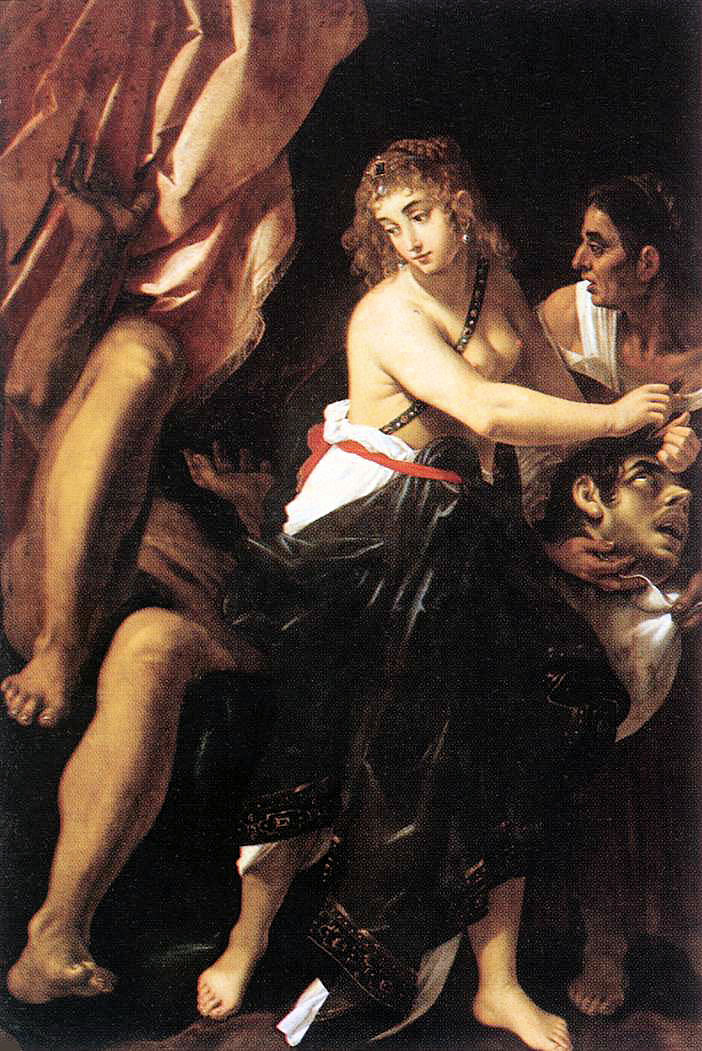
Judith and the Head of Holofernes, 1608, Galleria Borghese
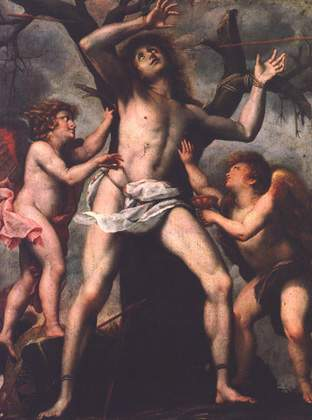
San Sebastiano curato dagli angeli, 1624, Santa Maria dell'Orto
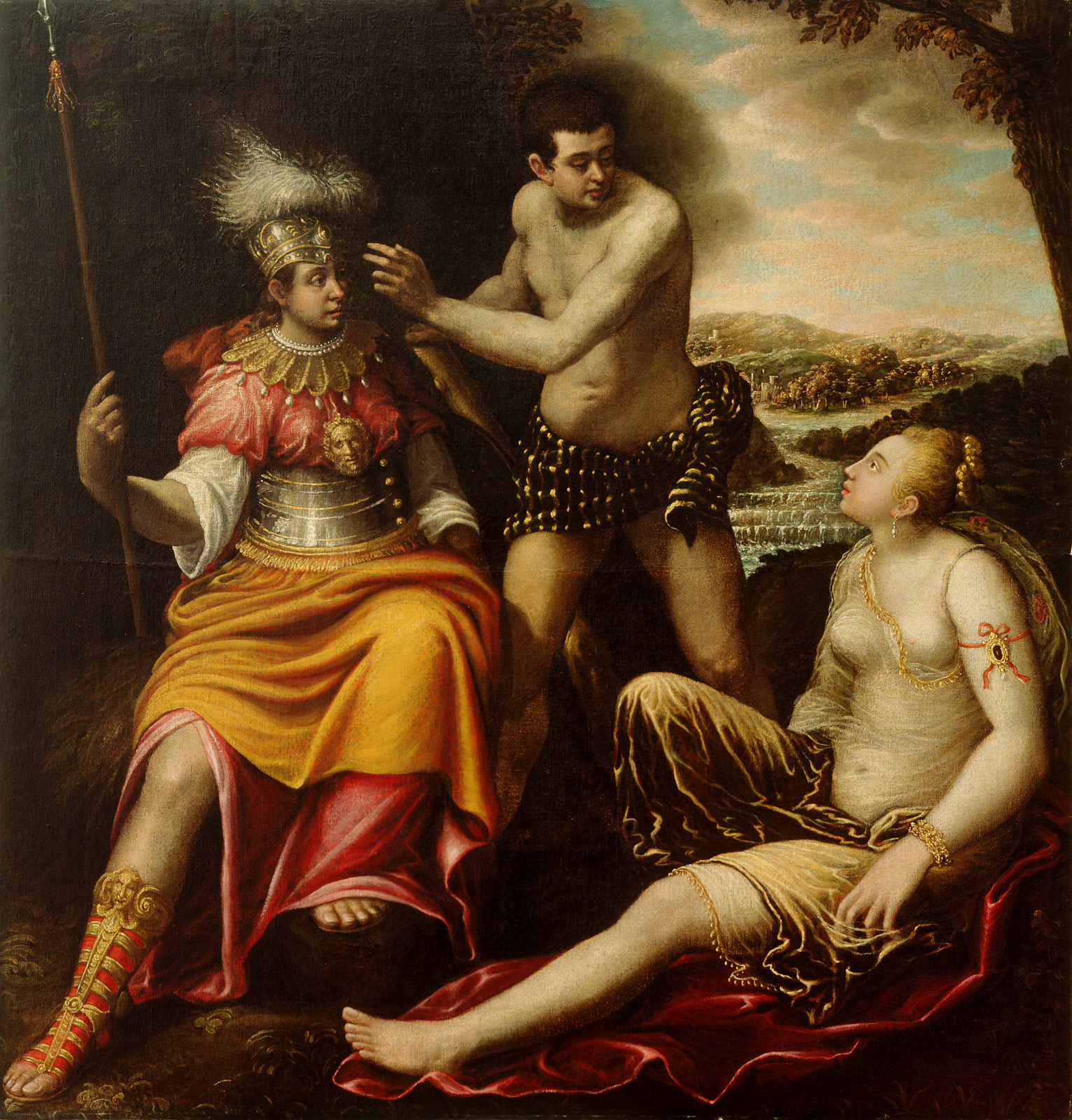
Hercules at the crossroads, 1640-1642, National Gallery of Slovenia, لیوبلیانا